# 小多布龍
48°26′19″N 22°21′18″E / 48.43861°N 22.35500°E
小多布龍（烏克蘭語：Мала Добронь），是烏克蘭的村落，位於該國西部外喀爾巴阡州，由烏日霍羅德區負責管轄，面積1.63平方公里，海拔高度103米，2001年人口1,872，人口密度每平方公里1,148.47人。